# Dubbeldekker Zonering
De DDZ  is een serie dubbeldeksmaterieel van de Nederlandse Spoorwegen voor gebruik in intercitydiensten. Ze bestaat uit de vroegere stoptreinstellen DD-AR en mDDM uit de jaren negentig, die tussen 2009 en 2014 door NedTrain gemoderniseerd en verbouwd zijn. De projectnaam van deze revisie was DDZ (Dubbeldekker Zonering), waarna de treinen de naam NID (Nieuwe Intercity Dubbeldekker) zouden krijgen. De term DDZ werd echter de gebruikelijke aanduiding voor dit materieel.

## Beschrijving

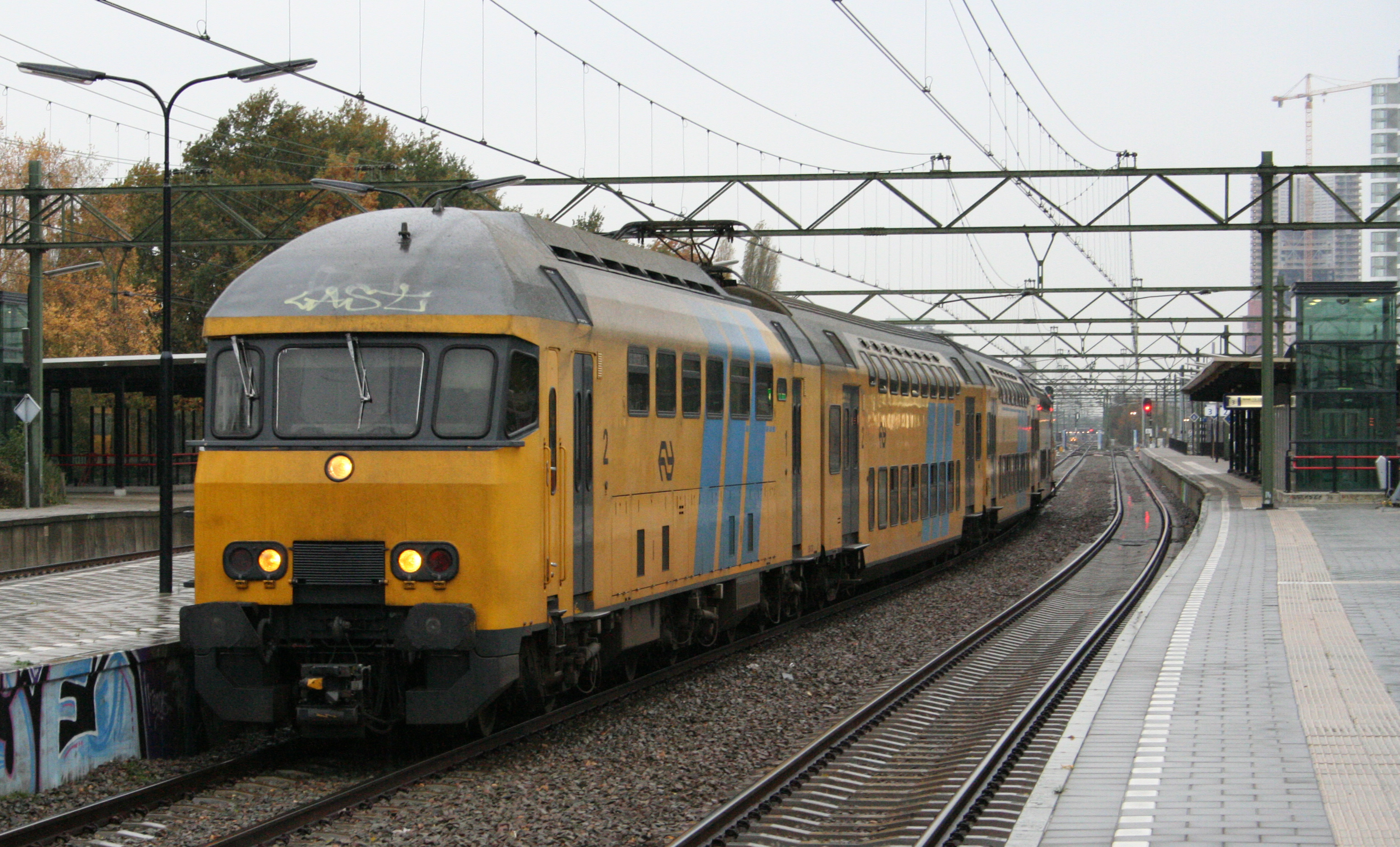
DD-AR voor verbouwing tot DDZ

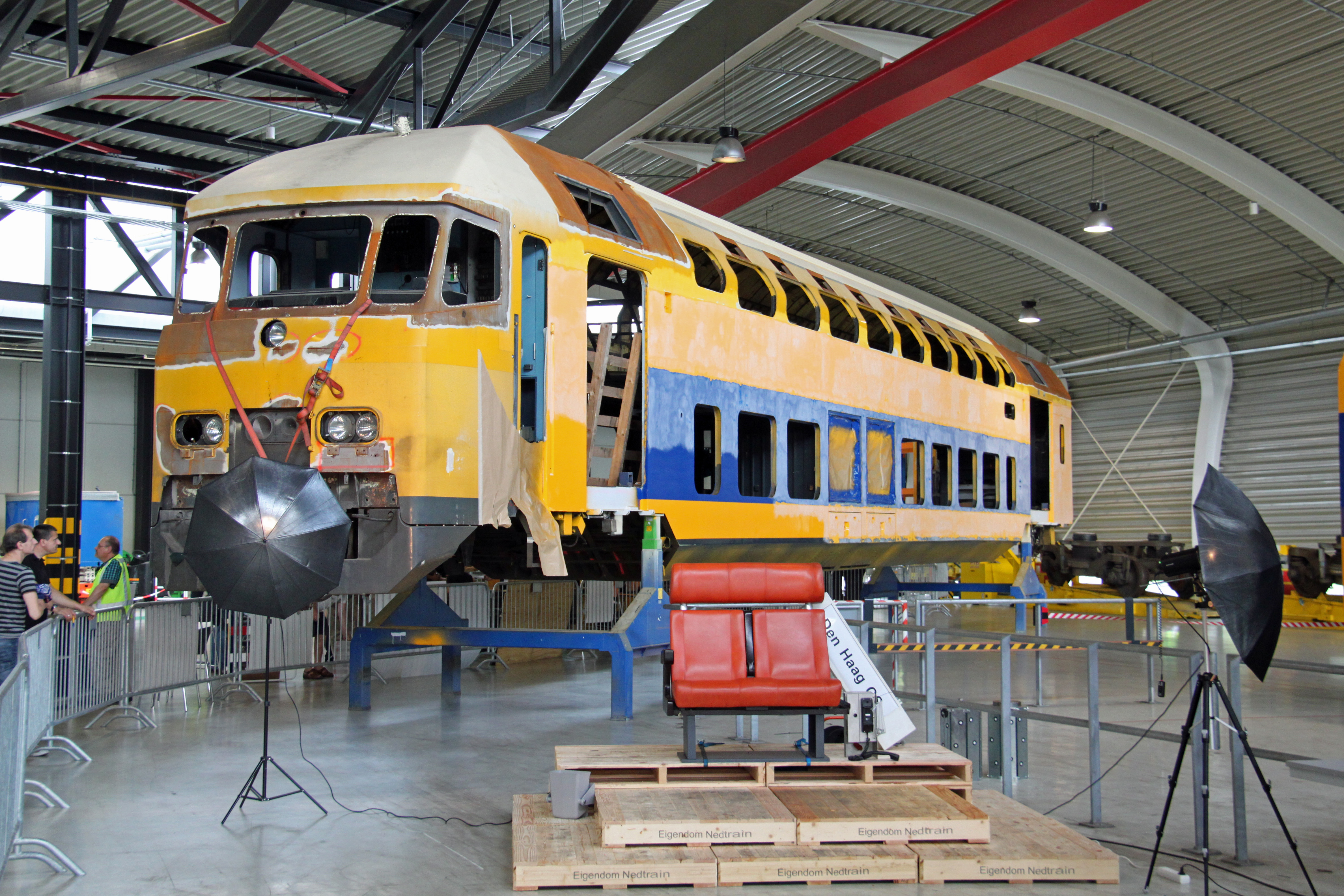
Verbouwing bij NedTrain Haarlem

Deze dubbeldekstreinen bestaan uit gemoderniseerde stoptreinrijtuigen type DD-AR en motorrijtuigen mDDM, die vanaf 2011 in revisie zijn gegaan. Van deze gelegenheid is tevens gebruikgemaakt om de indeling ingrijpend te wijzigen en het concept "Dubbeldekker Zonering" toe te passen. De bovenverdieping is ingericht voor lezende en werkende reizigers en heeft tevens gedeeltelijk stiltecompartimenten. De stoelen staan voornamelijk in coachopstelling. De benedenverdieping richt zich op de overige individuele reizigers en op samenreizende groepen. Er zijn hier meer stoelen in vis-à-vis opstelling en per reizigerscompartiment is er een L-vormige "loungebank" geplaatst.
In de rijtuigen verdwenen de zogenaamde "knuffelhoekjes" (open hokjes op de benedenverdieping, naast het gangpad tussen het ondercompartiment en het trapje omhoog naar het balkon). Deze ruimtes zijn bij het reizigerscompartiment getrokken. Verder is ieder rijtuig voorzien van wifi en van cameratoezicht op de balkons. Van de twee toiletten in een vierwagentreinstel is er één toegankelijk voor mindervaliden. Beide toiletten zijn voorzien van een gesloten toiletsysteem en een op het balkon geplaatste bioreactor, die onder normale omstandigheden, maar eens in de drie maanden geleegd behoeft te worden. De toiletten hebben ook een eigen omroepsysteem om de reiziger te laten weten of het toilet vrij is of bezet. 
Het interieur van DDZ is ontworpen door Puur|Ruimte. Interieurdetails zijn de op de glazen pendeldeuren geplaatste bronzen deurgrepen (vormgegeven door kunstenaar Onno Poiesz in het thema 'Undesirable Objects') en de plafondverlichting. De vloeren zijn bedekt met laminaat van het Zwitserse Forbo.
Bij het motorrijtuig (mBk) en het stuurstandrijtuig (ABvk) zijn de drie afzonderlijke frontruiten van de cabines vervangen door één grote frontruit. Achter deze ruit zijn de oorspronkelijke raamstijlen wel gebleven. Hierdoor is de "kooiconstructie" van de cabine ongewijzigd gebleven. Op de frontruit zijn twee elektrische ruitenwissers en een bijbehorende sproei-installatie geplaatst. De zijramen in de beide cabines zijn dichtgemaakt.
De zijkanten van de trein tonen de van het VIRM bekende blauwe banen op een gele ondergrond en volgen de niveaus van de compartimenten: bij de meeste rijtuigen hoog en laag, maar met een (iets lager) hoog niveau bij het motorrijtuig, en met een tussenniveau aan de uiteinden van elk rijtuig. Het ontbreken van de lage blauwe baan bij de mBk is het opvallendste verschil met de belijning van het VIRM.
De voormalige DDAR-treinstammen, waarbij de rijtuigen regelmatig uitgewisseld werden, werden voortaan beschouwd als treinstellen waarvan de samenstelling onder normale omstandigheden niet wordt gewijzigd. In totaal 240 rijtuigen, waaronder alle 50 motorrijtuigen, werden gemoderniseerd om te dienen als rijtuigen in de NID-treinstellen. Hiermee zijn 50 treinstellen (30 vierwagen- en 20 zeswagentreinstellen) gevormd. DDZ is voorzien van OBIS, het reizigersinformatiesysteem van de NS-intercitytreinen.

## Indienststelling
Indienststelling was voorzien voor 11 december 2011 toen de dienstregeling 2012 inging, maar rond dat moment begonnen pas de proef- en instructieritten. Op 13 februari 2012 werd het eerste treinstel aan de pers gepresenteerd. Vanaf 12 maart 2012 bestond er een omloop voor twee treinstellen op de verbinding Den Haag Centraal – Schiphol – Amsterdam Centraal. De dienstuitvoering werd geleidelijk uitgebreid, maar was in de herfst van 2012 nog niet vrij van storingen. Vooral de airconditioning vertoonde zoveel defecten, dat de stellen op warme dagen niet konden worden ingezet. Naarmate er meer DDZ-treinstellen werden afgeleverd, gingen zij in meer treinseries rijden. Op 21 december 2013 is het eerste zesdelige treinstel in dienst gekomen.

## Inzet
Sinds de invoering van de dienstregeling 2013 reden de treinen een deel van de intercitydiensten van Den Haag Centraal en Dordrecht via Haarlem naar Amsterdam Centraal. Omdat de voortgaande aflevering van DDZ bijdroeg aan een groeiend overschot aan intercitymaterieel terwijl er voorlopig meer behoefte was aan stoptreinmaterieel, werden de treinstellen sinds februari 2013 ook ingezet in sprinterdiensten. In de loop van de dienstregeling 2014 werd de DDZ in de meeste sprinterdiensten gefaseerd vervangen door SLT en het inmiddels buiten dienst zijnde Plan V en SGMm.

### Inzet dienstregeling 2025
| Serie | Treinsoort     | Route | Bijzonderheden |
| ----- | -------------- | --- | --- |
| 500   | Intercity (NS) | Den Haag Centraal – Gouda – Utrecht Centraal – Amersfoort Centraal – Zwolle – Assen – Groningen                         | Wordt in combinatie gereden met VIRM. |
| 600   | Intercity (NS) | Leeuwarden – Meppel – Zwolle – Amersfoort Centraal – Utrecht Centraal – Gouda – Den Haag Centraal                       | |
| 1700  | Intercity (NS) | Den Haag Centraal – Gouda – Utrecht Centraal – Amersfoort Centraal – Apeldoorn – Deventer – Almelo – Hengelo – Enschede | Rijdt na 20:00 uur tussen Enschede en Utrecht Centraal en rijdt dan vanaf Utrecht Centraal door als Intercity 2800 naar Rotterdam Centraal. Wordt in combinatie gereden met ICMm. |
| 3600  | Intercity (NS) | Roosendaal – Breda – Tilburg – 's-Hertogenbosch – Nijmegen – Arnhem Centraal – Dieren – Zutphen – Deventer – Zwolle     | . |

Daarnaast verschijnen de DDZ-treinstellen zo nu en dan in andere intercityseries.

## Uit dienst
In april 2020 begon een aanbestedingsprocedure om te komen tot een vervanger van de DDZ in 2027, omdat deze dan tegen het einde van de levensduur loopt. De vervanger (Dubbeldekker nieuwe generatie) moet bestaan uit een combinatie van enkel- en dubbeldeksrijtuigen voor een optimale toegankelijkheid voor reizigers en geschikt zijn voor snelheden tot 160 km/uur.
In november 2014 werd vierwagenstel 7524, dat betrokken was geweest bij een aanrijding, naar Haarlem gesleept voor herstel. Echter, dit herstel strandde gedurende het proces. Besloten werd het motorrijtuig volledig te strippen ten behoeve van de onderdelenvoorraad om vervolgens het motor- en stuurrijtuig af te voeren. De beide middenbakken werden toegevoegd aan de 7521, waaruit zeswagenstel 7621 ontstond.
In het voorjaar van 2022 werd besloten de treinstellen 7506, 7528 en 7542 vooralsnog niet meer in dienst te stellen. De treinstellen zijn op dat moment "opgeslagen" en dienen als "onderdelenmagazijn" voor de rijdende vloot. In 2024 is het definitieve besluit genomen ze niet meer opnieuw in dienst te stellen. Hierbij is op de valreep nog wel het motorrijtuig van treinstel 7506 gebruikt om treinstel 7529 na een brandschade weer dienstvaardig te herstellen.

## Bijzonderheden
- Op 8 en 9 september 2012 werden op de Hanzelijn enige proefritten gereden met een tijdelijk samengesteld DDZ-zeswagentreinstel.
- Op 21 december 2013 werd het eerste zeswagentreinstel nummer 7625 in dienst gesteld.
- Treinstel 7621 verschilt van alle andere zeswagenstellen. Na het ontmantelen van het total loss verklaarde treinstel 7524 zijn twee rijtuigen vanuit dit treinstel in treinstel 7521 geplaatst, waardoor 7621 ontstond. Eén van die twee overgeplaatste rijtuigen van de 7524 had een wc, maar treinstel 7521 had ook al een wc, waardoor treinstel 7621 twee wc's zou krijgen. Echter besloot NS dat ze het aantal wc's over alle zeswagenstellen gelijk wilden houden en is als gevolg daarvan een van de twee wc's permanent dicht gebouwd.

### Ontkoppelingen
Enige malen zijn DDZ-treinstellen tijdens de rit onbedoeld ontkoppeld, een euvel dat zich ook al voordeed bij het DD-AR materieel waaruit DDZ is voortgekomen. Beide delen van de trein remmen daarbij af dankzij het zelfwerkende, doorgaande remsysteem.
- Op 23 november 2012[11] brak door een losgetrilde borgpen[12] tijdens de rit de verbinding tussen twee rijtuigen van DDZ-treinstel 7536 nabij station Sassenheim. Naar aanleiding van dit incident werden de elf afgeleverde treinstellen van dit type in opdracht van de Inspectie Leefomgeving en Transport gecontroleerd en in orde bevonden.
- Op 13 december 2013 ontkoppelden twee DDZ-treinstellen tijdens het rijden bij Nijkerk.
- Op 2 juni 2014 ontkoppelden treinstel 7523 en 7519 tijdens de rit op de Moerdijkbrug.
- Op 16 maart 2017 ontkoppelden twee DDZ-treinstellen tijdens het rijden bij Rijen.
- Op 2 maart 2018 ontkoppelden treinstel 7533 en 7620 tijdens het rijden bij vertrek uit Leiden Centraal.
- Op 14 november 2019 schoten de treinstellen 7542 en 7515 los tijdens het rijden ter hoogte van Zwolle-Zuid.[13][14]

### Trillingen
- Met ingang van 3 december 2020 werden alle treinstellen van het type DDZ tijdelijk uit de dienstregeling gehaald in verband met meldingen over instabiel rijgedrag bij hoge snelheid. Vastgesteld werd dat de oorzaak de toegevoegde blokkenrem in combinatie met een in de DDAR-tijd gekozen wielprofiel van de DDZ-treinstellen was, wat zorgde voor bovenmatig verloop van het wielprofiel in de vorm van holslijtage. Om dit te voorkomen werd de toegevoegde blokkenrem vervangen door een derde remschijf en werd het wielprofiel veranderd naar het standaardprofiel S1002 dat een meer lineair slijtagepatroon kent.[15]
- De tijdelijke buitendienststelling liep uit tot een vol jaar, maar op woensdag 24 november 2021 werd bekendgemaakt dat een deel van de treinstellen per 6 december 2021 zou terugkeren op het spoor voor inzet in de intercitytreinen op het traject Roosendaal-Zwolle.[16]

## Interieurfoto's

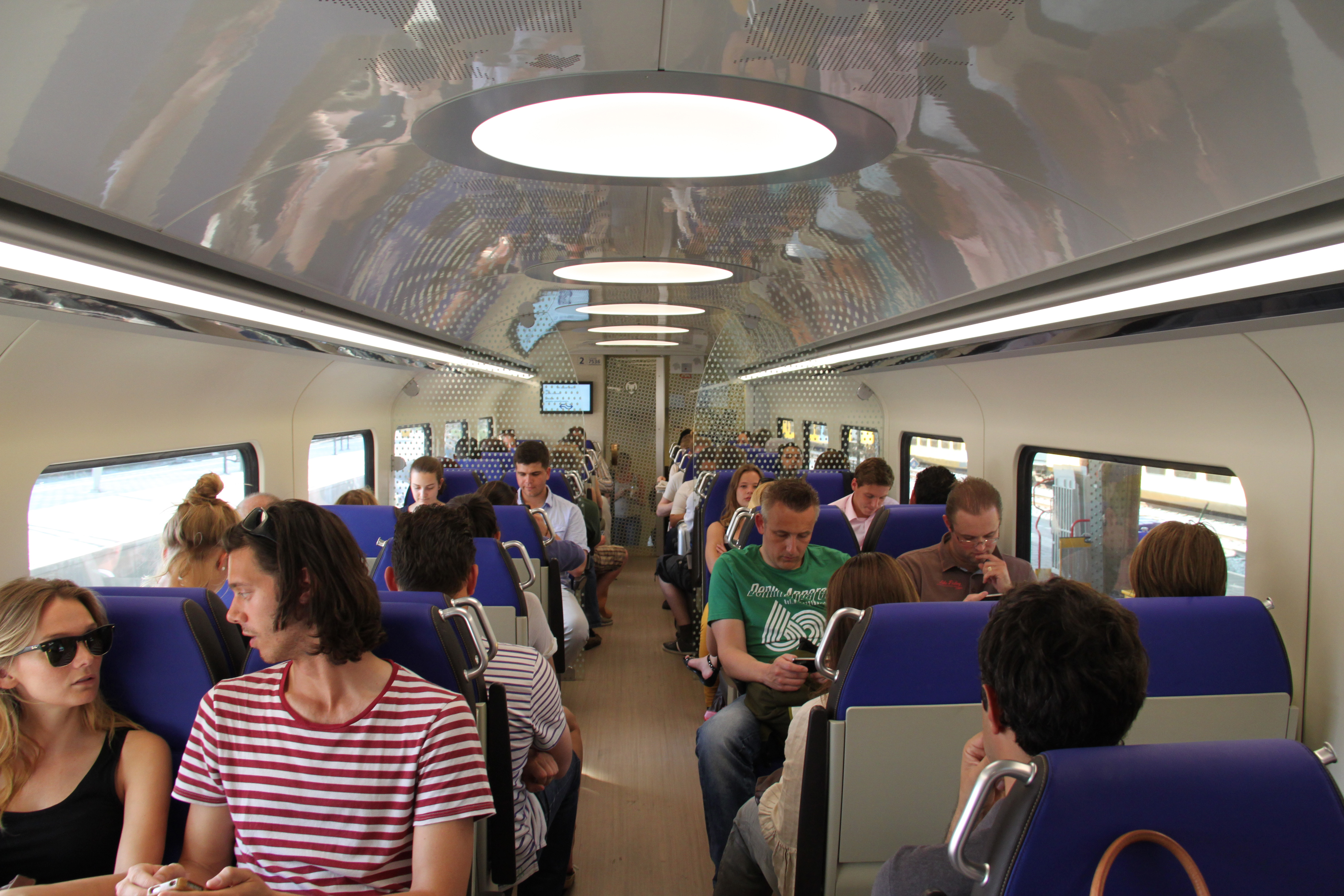
Interieur 2e klas mBk
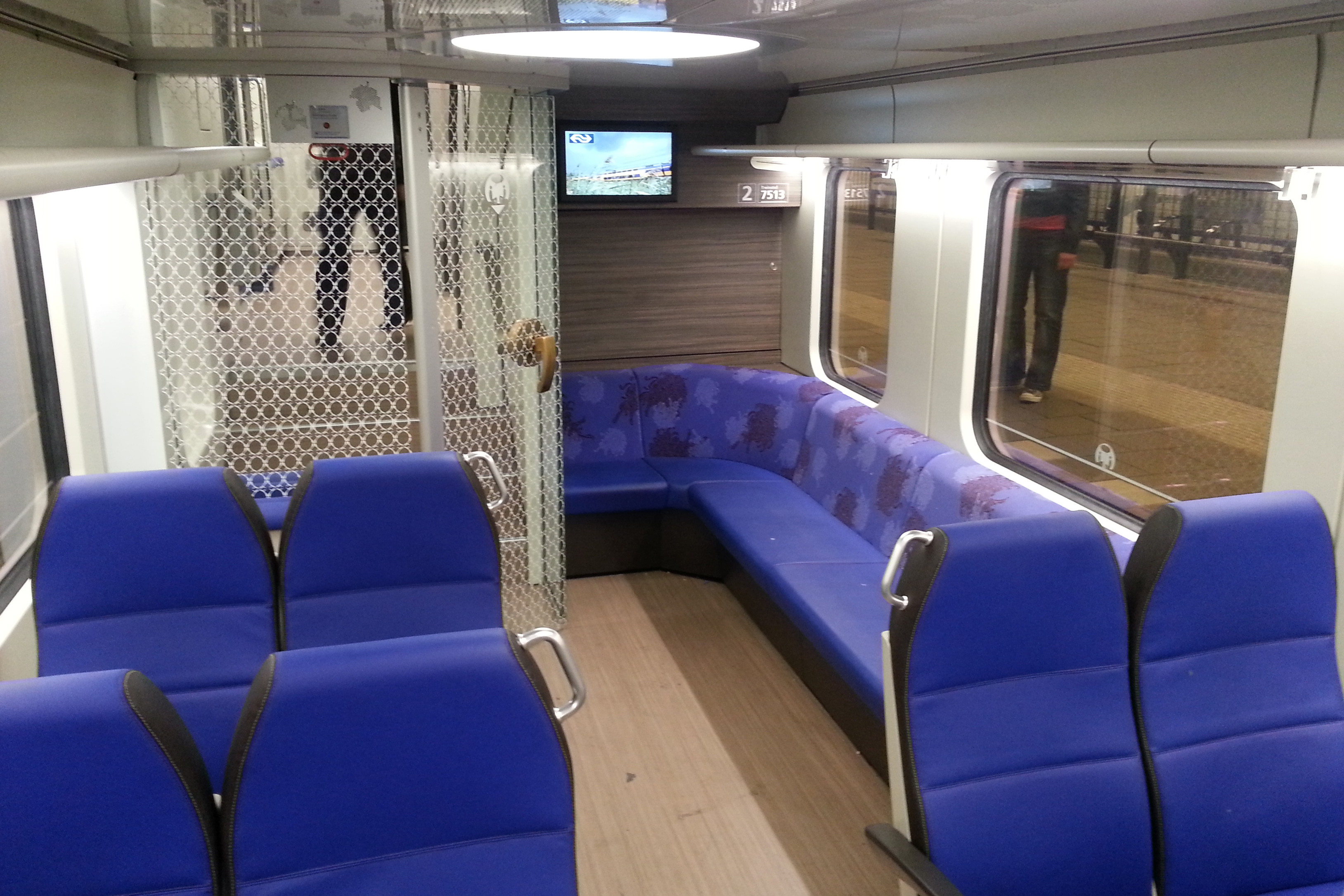
Interieur 2e klas beneden met loungebank
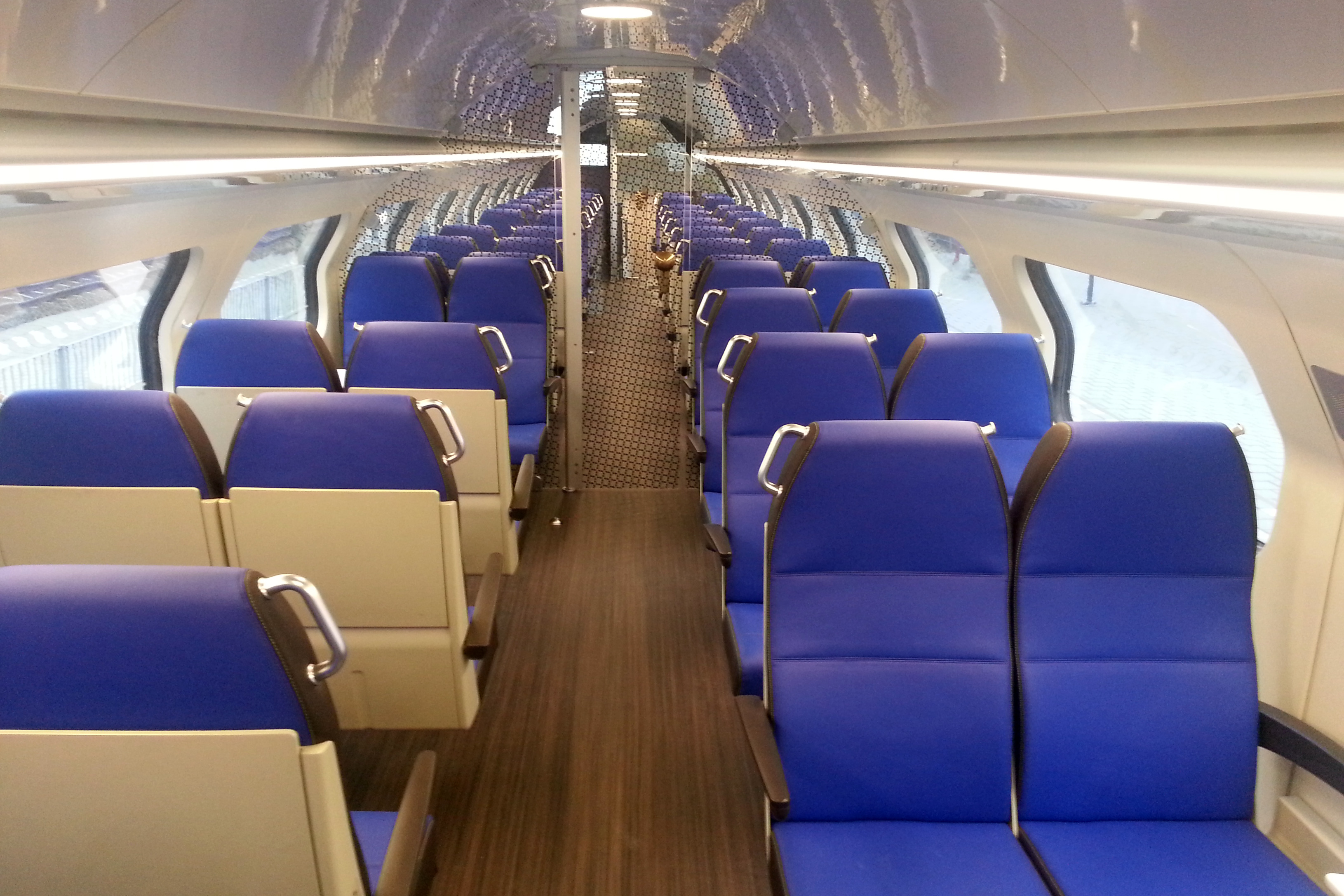
Interieur 2e klas boven
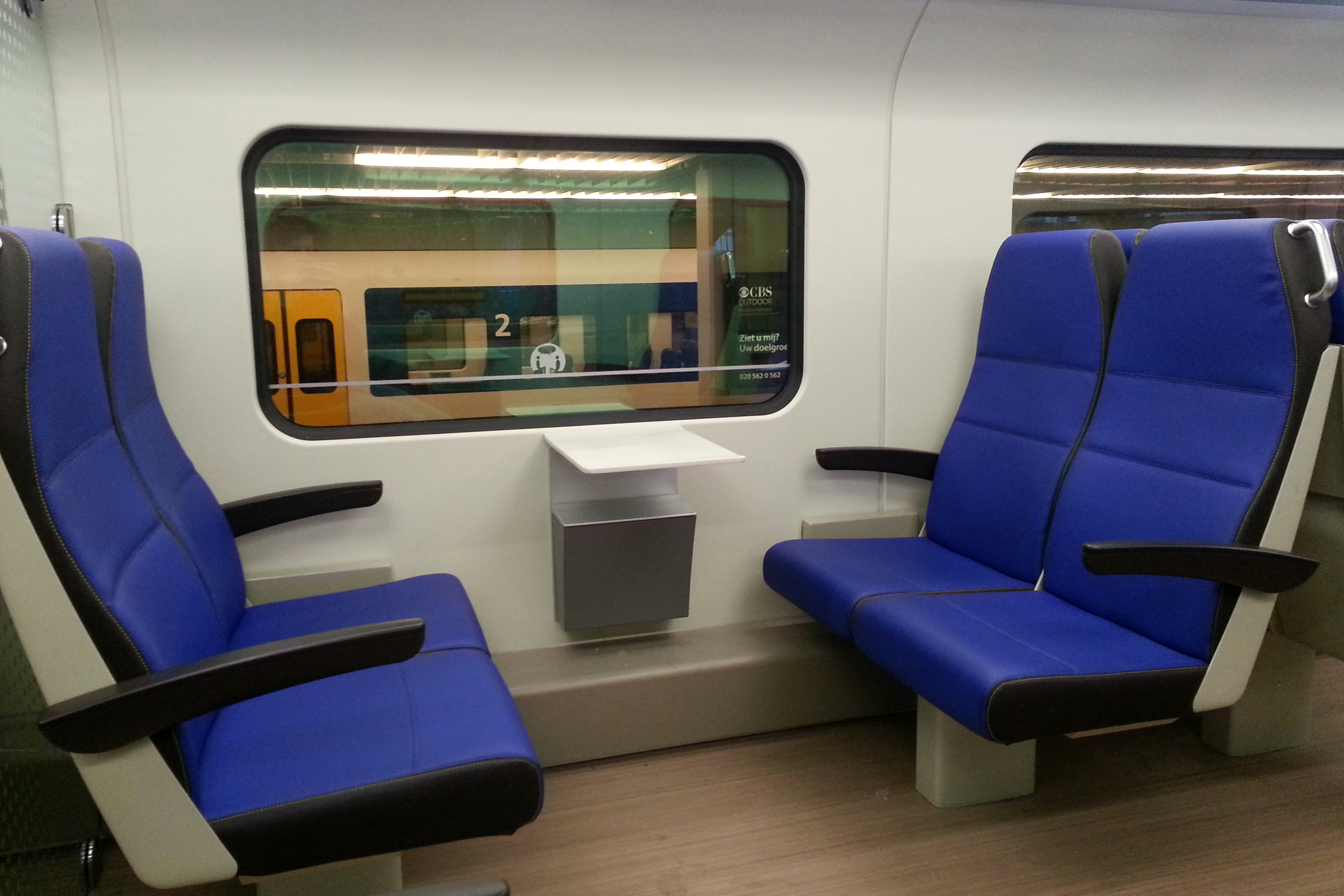
Interieur 2e klas motorrijtuig
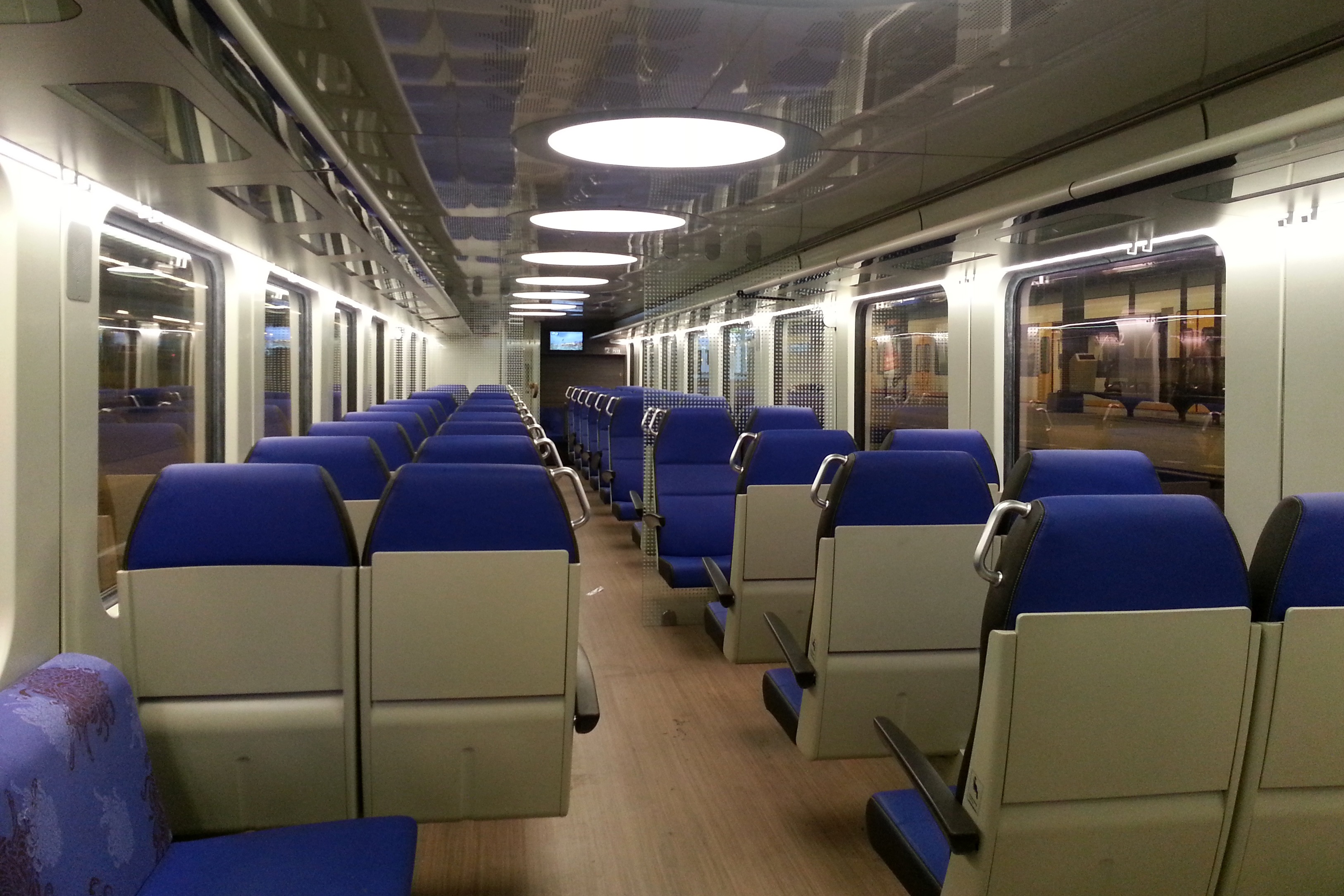
Interieur 2e klas beneden
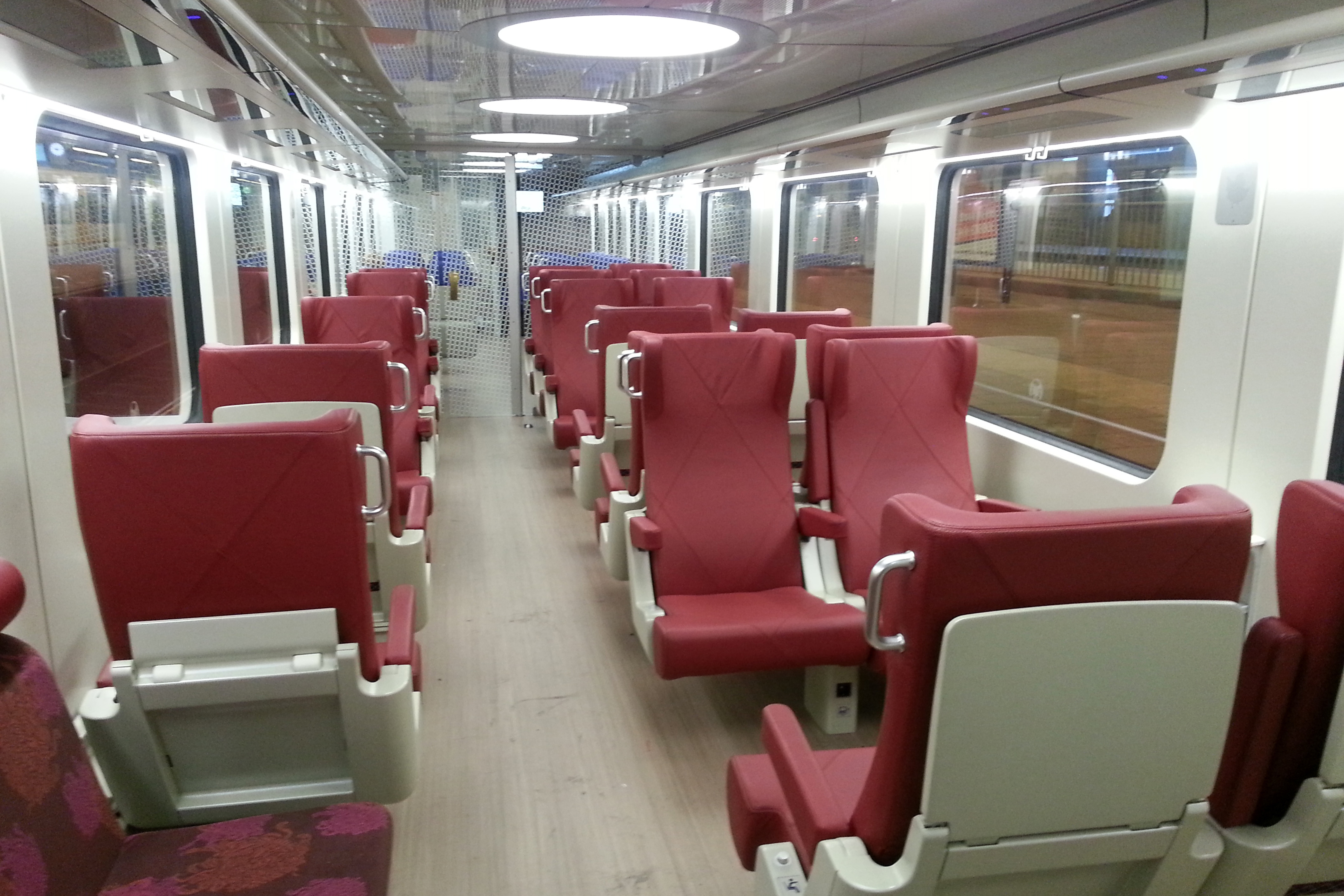
Interieur 1e klas beneden
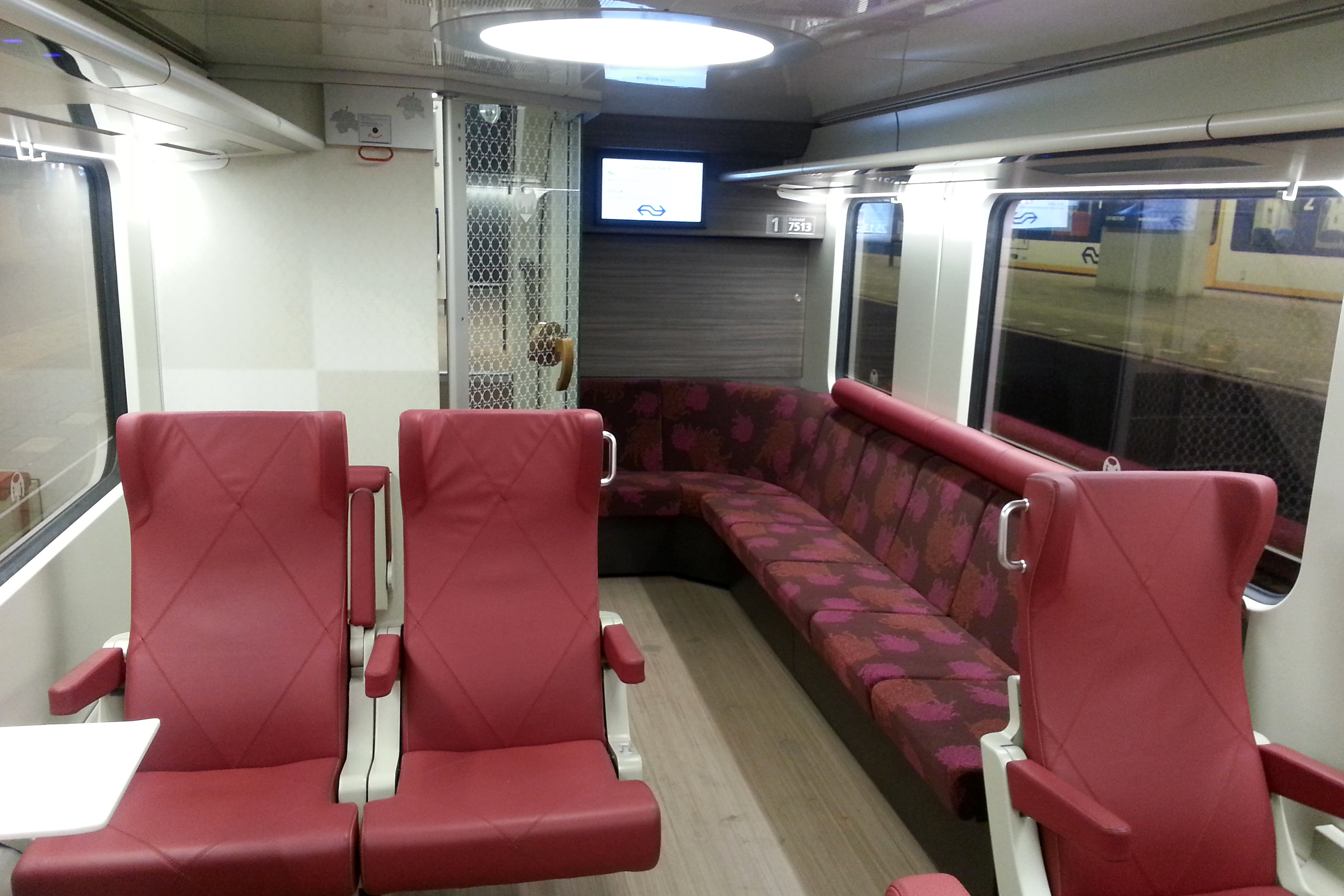
Interieur 1e klas beneden met loungebank
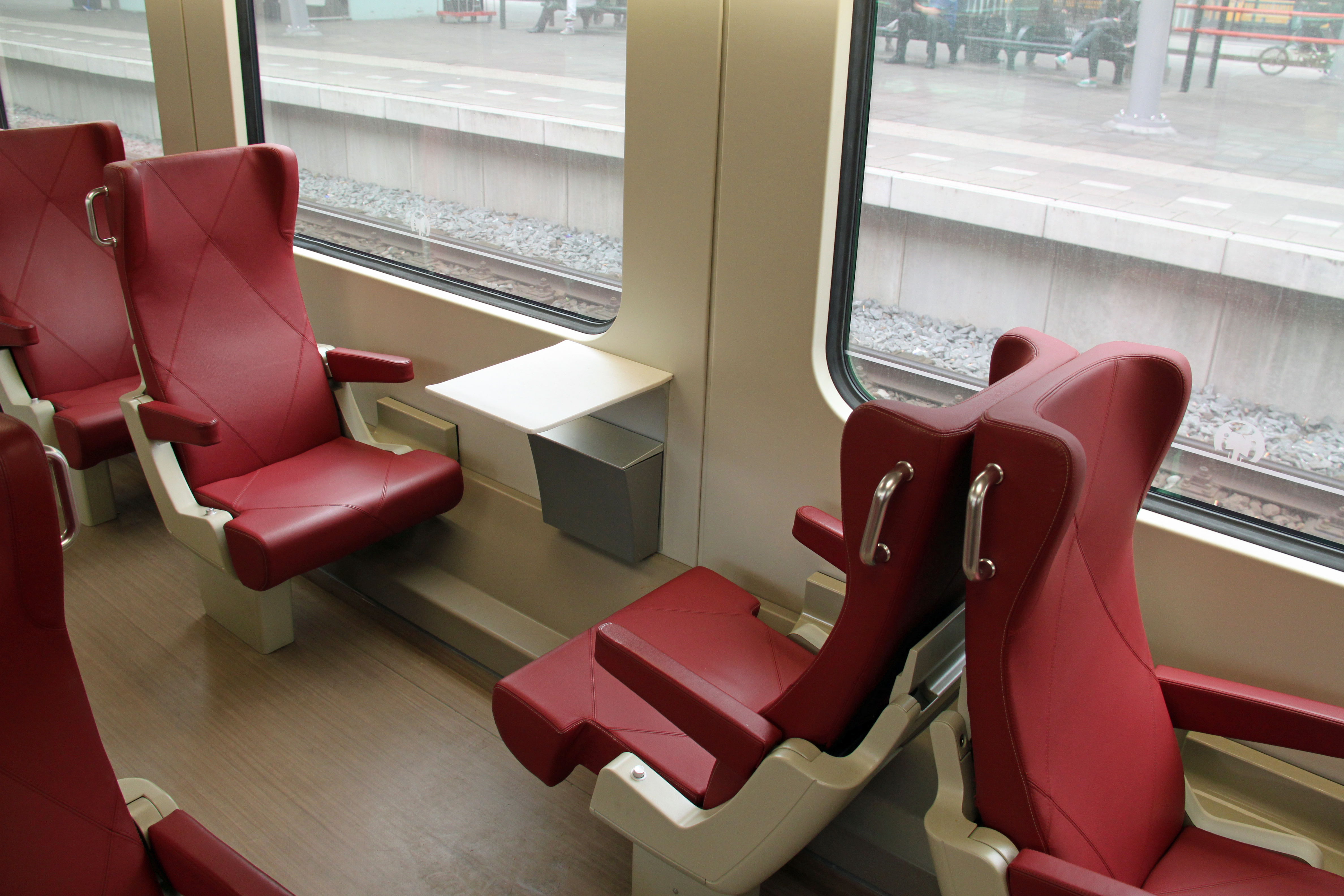
Interieur 1e klasse beneden
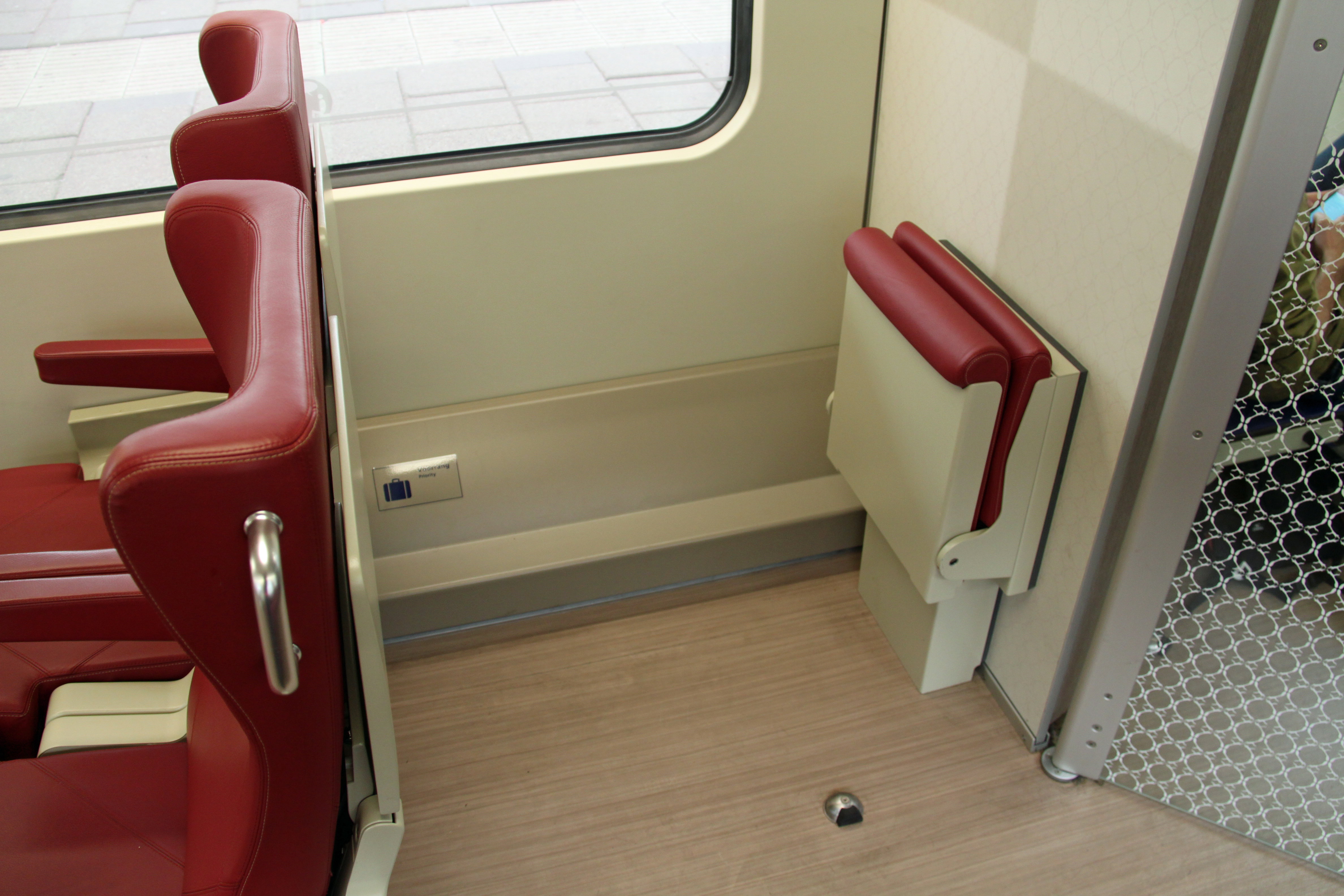
Interieur 1e klas klapzitting
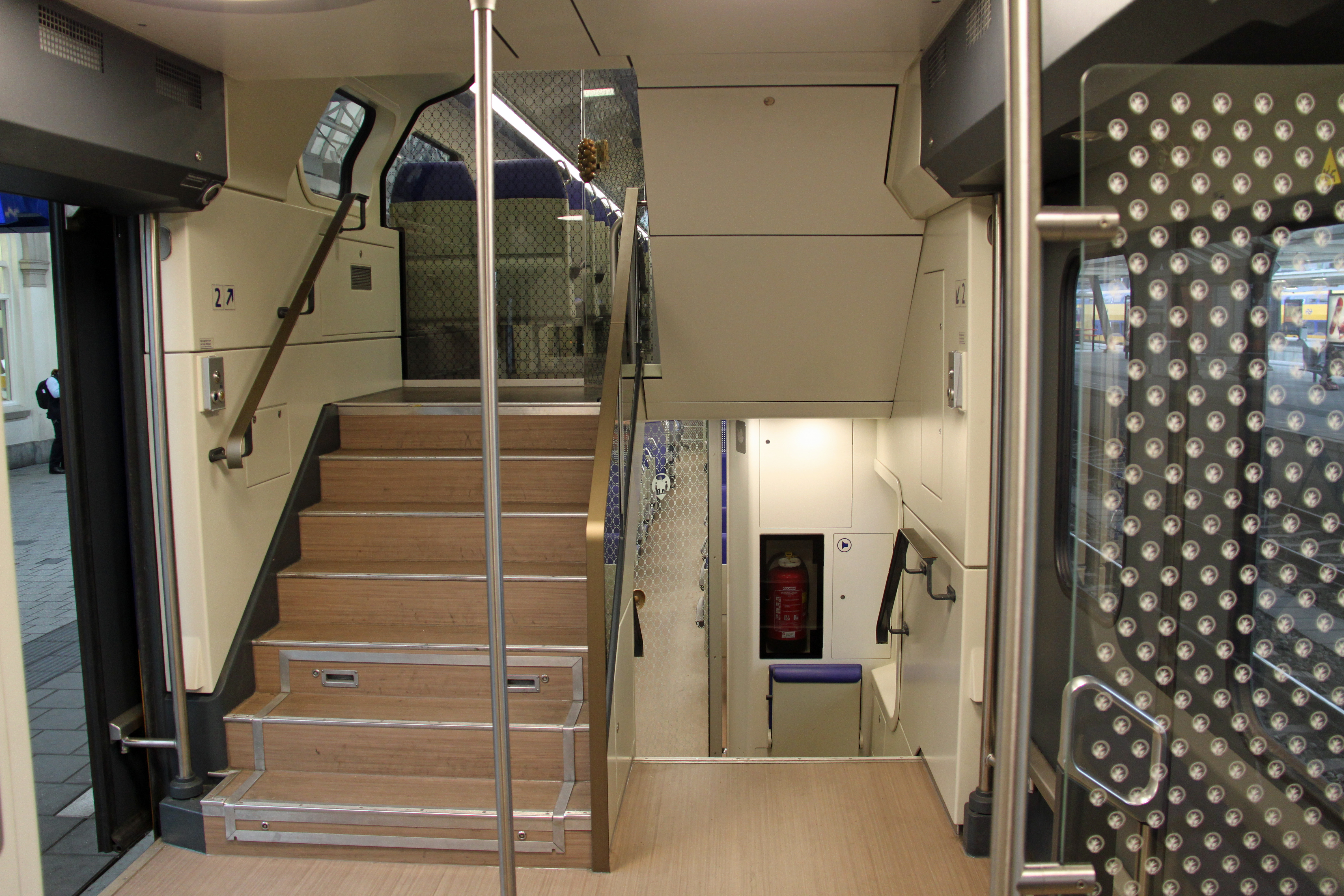
Interieur balkon
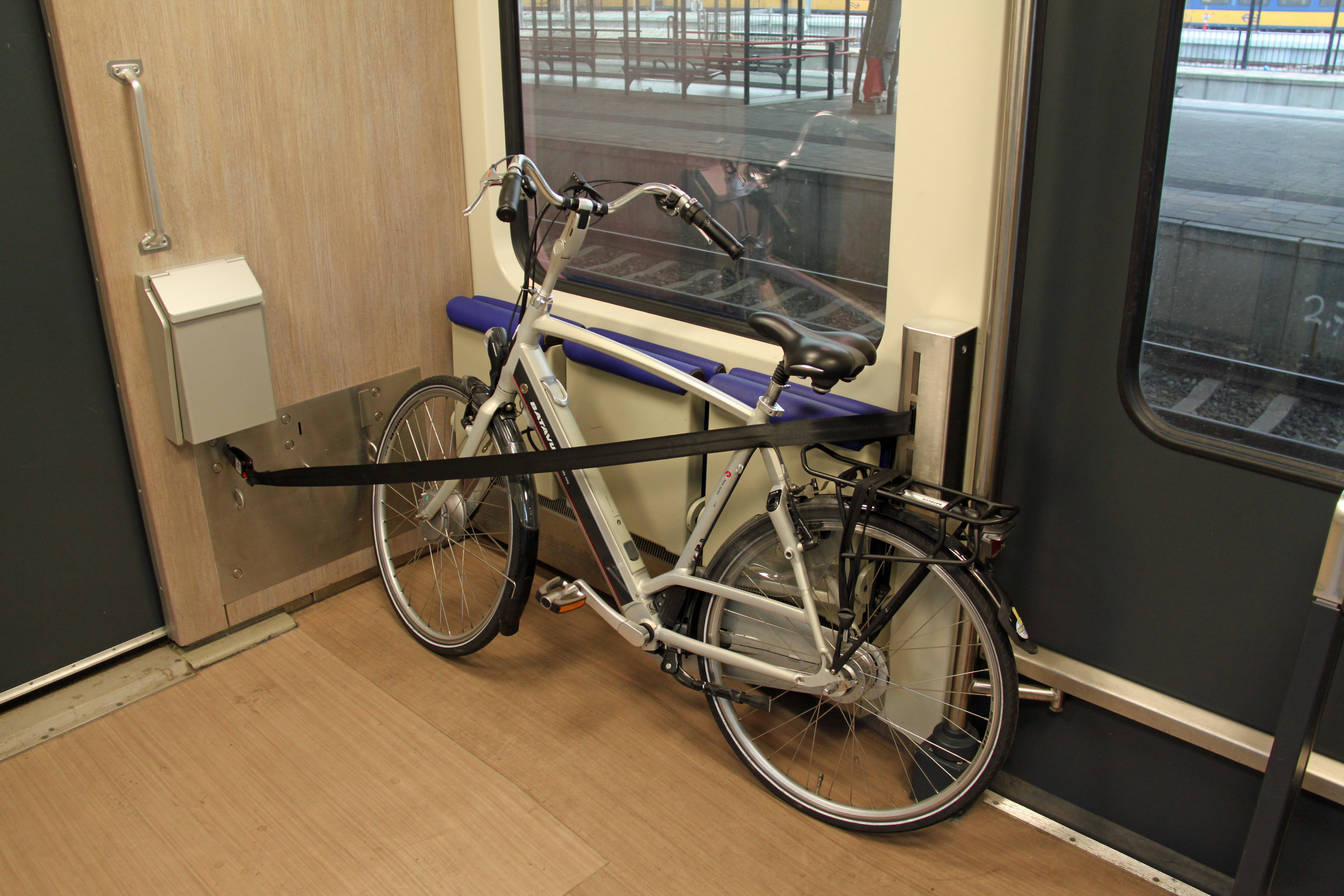
Interieur balkon
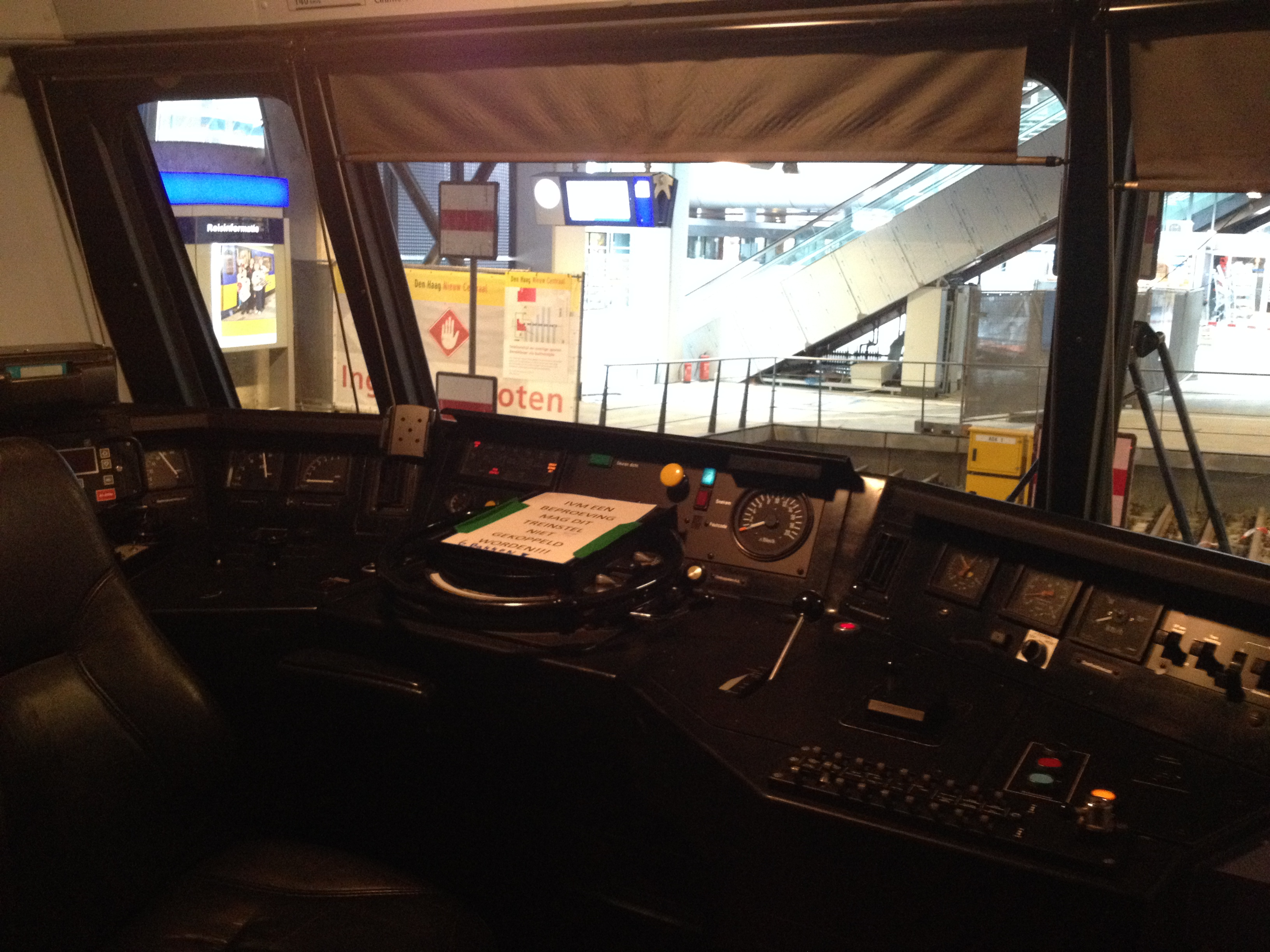
Cabine van een Dubbeldekker Zonering